# Oecetis asymmetrica
Oecetis asymmetrica là một loài Trichoptera trong họ Leptoceridae. Chúng phân bố ở miền Australasia.